# Cristina Peri Rossi

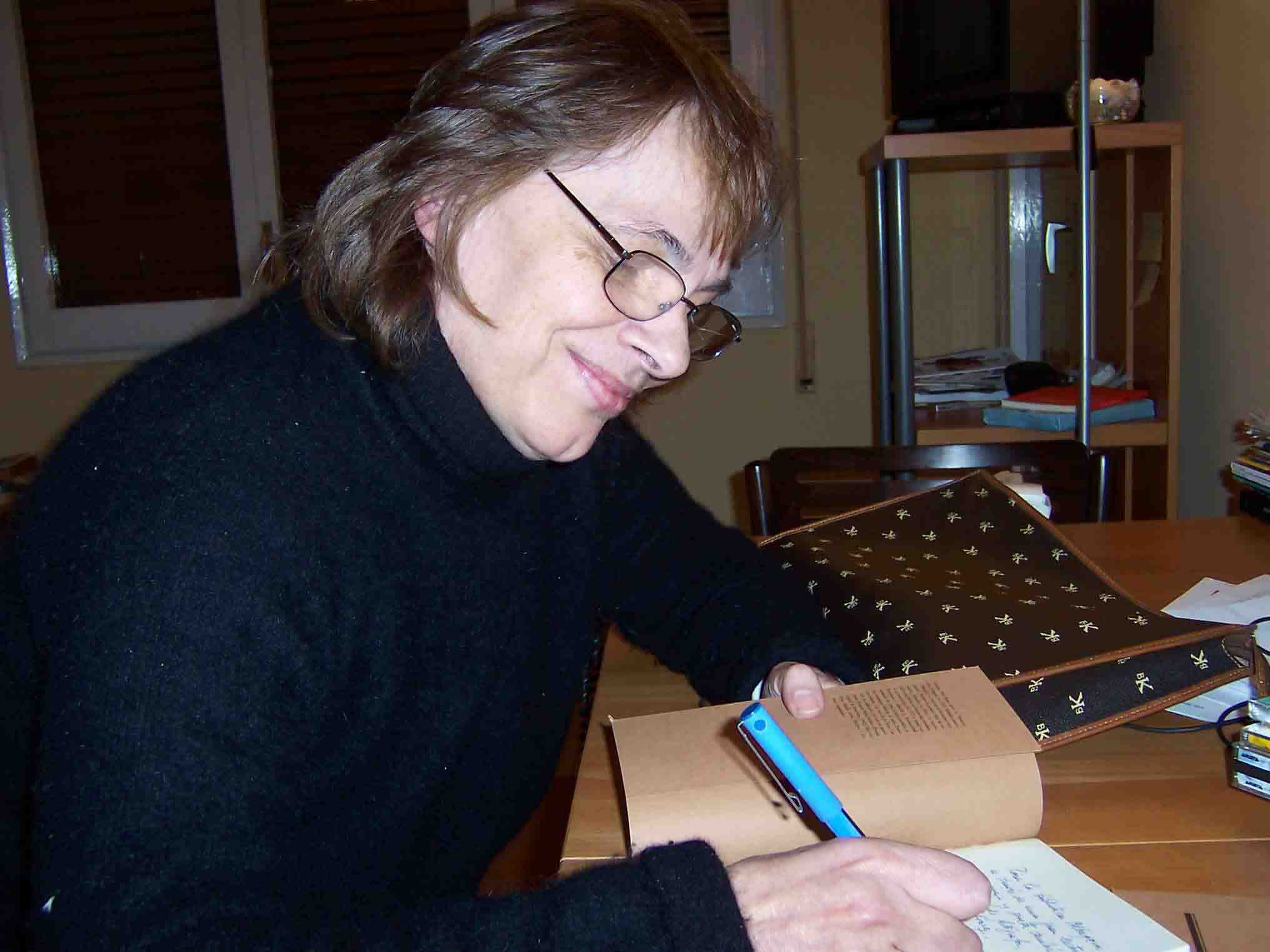
Cristina Peri Rossi (2004)

Cristina Peri Rossi (* 12. November 1941 in Montevideo) ist eine uruguayische Schriftstellerin, Übersetzerin und Journalistin. Im Jahr 2021 wurde ihr mit dem Cervantespreis der renommierteste Literaturpreis des spanischsprachigen Kulturraums zuerkannt.

## Leben
Cristina Peri Rossi studierte in Montevideo unter anderem Musik und Biologie und war dann Dozentin für vergleichende Literaturwissenschaft und Mitarbeiterin der Zeitschrift Marcha. 1972, als sie sich mit fünf Veröffentlichungen in ihrer Heimat bereits einen Namen als Schriftstellerin gemacht hatte, floh sie vor der zunehmenden Unterdrückung (Ausnahmezustand wegen der vielen Stadtguerilla Tupamaros) nach Barcelona. Bis dahin hatte sie ihr Heimatland nie verlassen. 1980 lebte sie auf Einladung des Deutschen Akademischen Austauschdienstes (DAAD) ein Jahr in Berlin. Hier entstanden Gedichte, die später in „Europa después de la lluvia“ veröffentlicht wurden. Seit 1975 besitzt sie neben der uruguayischen auch die spanische Staatsangehörigkeit.
Ihr vielfach ausgezeichnetes Werk ist in einer wohlklingenden und präzisen Sprache verfasst, der Ton ruhig und unaufdringlich. Sie schreibt oft in der ersten Person Singular, wobei die Ich-Figur in der Prosa meist männlich ist. In der Lyrik kann das Geschlecht männlich oder weiblich sein oder es ist nicht erkennbar. Manchmal wechselt es auch innerhalb eines Gedichtbandes ("Diáspora"). Dahinter steckt keine Geschlechtsambiguität, sondern die Überzeugung, dass das Begehren, zentral in der Lyrik von Anfang an, später auch in der Prosa, kein Geschlecht kennt. Einige Gedichtbände handeln explizit von lesbischer Liebe (z. B. "Estrategias del amor"). Die Erfahrung des Exils und ein gelehrter, nicht selten nostalgischer Blick auf vergangene Jahrhunderte sind andere wiederkehrende Themen. Daneben stehen ins Humoristische oder Phantastische gewendete Beschreibungen von Phänomenen des täglichen Lebens oder der westlichen Alltagskultur. In diesen Texten zeigen sich Einflüsse von Franz Kafka und Julio Cortázar. In einigen ihrer Erzählungen hat Peri Rossi in metaphorischer Form die Erfahrungen mit der Diktatur verarbeitet; hier äußert sich auch, in surrealer oder satirischer Darstellung, deutlich ihr Zorn, wobei die Form ihrer politischen Stellungnahme literarisch manchmal derjenigen Ursula K. Le Guins oder Christiane Rocheforts ähnelt.
Peri Rossi betätigt sich auch als Übersetzerin aus anderen romanischen Sprachen, vor allem von zeitgenössischen Autorinnen wie etwa der Brasilianerin Clarice Lispector. 2019 wurde sie mit dem von der Universität Talca (Chile) verliehenen Premio Iberoamericano de Letras José Donoso und 2021 mit dem Cervantespreis ausgezeichnet.

## Literarisches Werk (Auswahl)

### Erzählungen
- Viviendo, 1963
- Los museos abandonados, 1969
- Indicios pánicos, 1970
- La tarde del dinosaurio, 1976 (dt. Der Abend des Dinosauriers)
- La rebelión de los niños, 1980
- Museo de los esfuerzos inútiles, 1983
- Una pasión prohibida, 1986
- Cosmoagonías, 1988
- La ciudad de Luzbel, 1992
- Por fin solos, 1994. Dt. Endlich allein! Eine Geschichte der Liebe in fünfzehn Episoden. Übersetzt von Lisa Grüneisen. Dörlemann Verlag, Zürich 2008, ISBN 978-3-908777-40-3.
- Desastres íntimos, 1997
- Te adoro y otros relatos, 1999
- Cuentos reunidos, 2007

### Romane
- El libro de mis primos, 1969
- La nave de los locos, 1984. Dt. Iks. Übersetzt von Bettina Kobold und Margrit Klinger-Clavijo. Eco Verlag, Zürich 1988, ISBN 3-85647-092-1.
- Solitario de amor, 1988 (dt. Einsiedler der Liebe)
- La última noche de Dostoievski, 1992 (dt. Die letzte Nacht Dostojewskis)
- El amor es una droga dura, 1999

### Lyrik
- Evohé, 1971
- Descripción de un naufragio, 1975
- Diáspora, 1976
- Estado de exilio, 1973–2003
- Lingüística general, 1979
- Europa después de la lluvia, 1986
- Babel bárbara, 1992
- Otra vez Eros, 1994
- Aquella noche, 1995
- Inmovilidad de los barcos, 1997
- Poemas de amor y desamor, 1998
- Las musas inquietantes, 1999
- Estrategias del deseo, 2004
- Poesía reunida, 2006 (Enthält alle Gedichtbände außer Las musas inquietantes)
- Mi casa es la escritura, 2006
- Habitación de hotel, 2007

### Essays
- Fantasías eróticas, 1990 (dt. Fantasias Eroticas)
- Acerca de la escritura, 1991
- Julio Cortázar, 2001
- Cuando fumar era un placer, 2003 (dt. Die Zigarette)

### In deutschsprachigen Anthologien
- Die Trapezkünstler. In: Torturada. Von Schlächtern und Geschlechtern. Texte lateinamerikanischer Autorinnen zu Folter und politischer Gewalt. Herausgegeben und übersetzt von Erna Pfeiffer. Wien: Wiener Frauenverlag, 1993, ISBN 3-900399-82-4.
- Der Rekord. In: Samt und Rache. Südamerikanerinnen erzählen. herausgegeben von Celia Correas de Zapata. Rowohlt Taschenbuchverlag, Reinbek bei Hamburg 1992, ISBN 3-499-13086-6.
- 1985 erschien außerdem von Cristina Peri Rossi: „Mona Lisa und ihr Maler. Prosa und Lyrik“ in der Edition Neue Texte im Aufbau-Verlag, Berlin und Weimar.